# Bisbat de Veracruz
El bisbat de Veracruz (castellà: Diócesis de Veracruz, llatí: Dioecesis Verae Crucis) és una seu de l'Església Catòlica a Mèxic, sufragània de l'arquebisbat de Jalapa, i que pertany a la regió eclesiàstica Golfo. L'any 2014 tenia 1.958.000 batejats sobre una població de 2.177.000 habitants. Actualment està regida pel bisbe Luis Felipe Gallardo Martín del Campo, S.D.B.

## Territori
La diòcesi comprèn 22 municipis de l'estat mexicà de Veracruz:Veracruz, Boca del Río, Medellín, La Antigua, Manlio Fabio Altamirano, Soledad de Doblado, Cotaxtla, Alvarado, Amatitlán, Tlacotalpan, Carlos A. Carrillo, Cosamaloapan, Tres Valles, Tierra Blanca i Tlalixcoyan.
La seu episcopal és la ciutat de Veracruz, on es troba la catedral de l'Assumpció de Maria Verge.
El territori s'estén sobre 9.000  km², i està dividit en 74 parròquies.

## Història
La diòcesi va ser erigida el 9 de juny de 1962, mitjançant la butlla Populorum bono del papa Joan XXIII. Va rebre territori de la diòcesi de Veracruz-Jalapa (avui arquebisbat de Jalapa) i del bisbat de San Andrés Tuxtla.

## Cronologia episcopal
- José Guadalupe Padilla Lozano † (15 de gener de 1963 - 18 de febrer de 2000 jubilat)
- Luis Gabriel Cuara Méndez † (18 de febrer de 2000 - 20 de novembre de 2005 mort)
- Luis Felipe Gallardo Martín del Campo, S.D.B. des del 8 de maig de 2006

## Estadístiques
A finals del 2014, la diòcesi tenia 1.958.000 batejats sobre una població de 2.177.000 persones, equivalent al 89,9% del total.
| any  | població  | població  | població | sacerdots | sacerdots       | sacerdots       | sacerdots             | diaques | religiosos | religiosos | parròquies |
| ---- | --------- | --------- | -------- | --------- | --------------- | --------------- | --------------------- | ------- | ---------- | ---------- | ---------- |
| any  | batejats  | total     | %        | total     | clergat secular | clergat regular | batejats por sacerdot | diaques | homes      | dones      |            |
| 1966 | 455.000   | 495.000   | 91,9     | 46        | 30              | 16              | 9.891                 |         | 16         | 16         | 23         |
| 1970 | 604.000   | 630.000   | 95,9     | 51        | 31              | 20              | 11.843                |         | 22         | 170        | 24         |
| 1976 | 660.000   | 700.000   | 94,3     | 64        | 42              | 22              | 10.312                |         | 24         | 250        | 31         |
| 1980 | 684.000   | 798.000   | 85,7     | 69        | 47              | 22              | 9.913                 |         | 24         | 250        | 31         |
| 1990 | 1.205.000 | 1.285.000 | 93,8     | 71        | 47              | 24              | 16.971                |         | 24         | 206        | 38         |
| 1999 | 3.038.080 | 3.167.900 | 95,9     | 102       | 78              | 24              | 29.785                |         | 24         | 223        | 66         |
| 2000 | 2.035.000 | 2.200.000 | 92,5     | 110       | 86              | 24              | 18.500                | 8       | 24         | 223        | 68         |
| 2001 | 2.035.000 | 2.200.000 | 92,5     | 106       | 82              | 24              | 19.198                | 8       | 24         | 223        | 68         |
| 2002 | 2.035.000 | 2.200.000 | 92,5     | 119       | 85              | 34              | 17.100                | 8       | 34         | 183        | 69         |
| 2003 | 2.035.000 | 2.200.000 | 92,5     | 121       | 87              | 34              | 16.818                | 8       | 40         | 188        | 70         |
| 2004 | 1.800.000 | 2.000.000 | 90,0     | 123       | 89              | 34              | 14.634                | 8       | 40         | 182        | 70         |
| 2010 | 1.894.000 | 2.105.000 | 90,0     | 129       | 102             | 27              | 14.682                | 10      | 34         | 154        | 72         |
| 2014 | 1.958.000 | 2.177.000 | 89,9     | 144       | 116             | 28              | 13.597                | 35      | 54         | 124        | 74         |